# بيير كيمب
بيير كيمب (بالهولندية: Pierre Kemp)‏ هو كاتب وشاعر هولندي، ولد في 1 ديسمبر 1886 في ماستريخت في هولندا، وتوفي بنفس المكان في 21 يوليو 1967.

## وصلات خارجية
- بيير كيمب على موقع ديسكوغز (الإنجليزية)